# Neu-Ehringsdorf 13
Der Neubauernhof Neu-Ehringsdorf 13 bei Weimar ist ein denkmalgeschütztes Gehöft.

## Geschichte
Der am westlichen Ende der 1948 angelegten Ausbausiedlung befindliche Neubauernhof wurde 1949/51 vom Landwirt Oskar Blassee nach dem Entwurf des Weimarer Architekten Peter Mathony im Zuge der Bodenreform errichtet. Das Haupthaus ist nach dem Typensystem Ohl/Backen auf quadratischen Grundriss angelegt. Darin vereint sind Wohnräume, Stallungen und Speicher. Der Wohn- und Stallteil wurde aus Ziegelmauerwerk errichtet, während der Speicher aus brettverschaltem Fachwerk besteht. Der eingeschossige Bau steht mit dem Giebel zur Straße. Das Gebäude einschließlich des kleinen Nebengebäudes ist weitgehend im Originalzustand erhalten geblieben. Im Jahr 2006 erfolgte die Modernisierung des Wohnteils. Zu dem Neubauernhof gibt es eine Aktenüberlieferung.